# 千葉県道34号鴨川保田線

千葉県道34号鴨川保田線（ちばけんどう34ごう かもがわほたせん）は、千葉県鴨川市から安房郡鋸南町に至る県道（主要地方道）である。

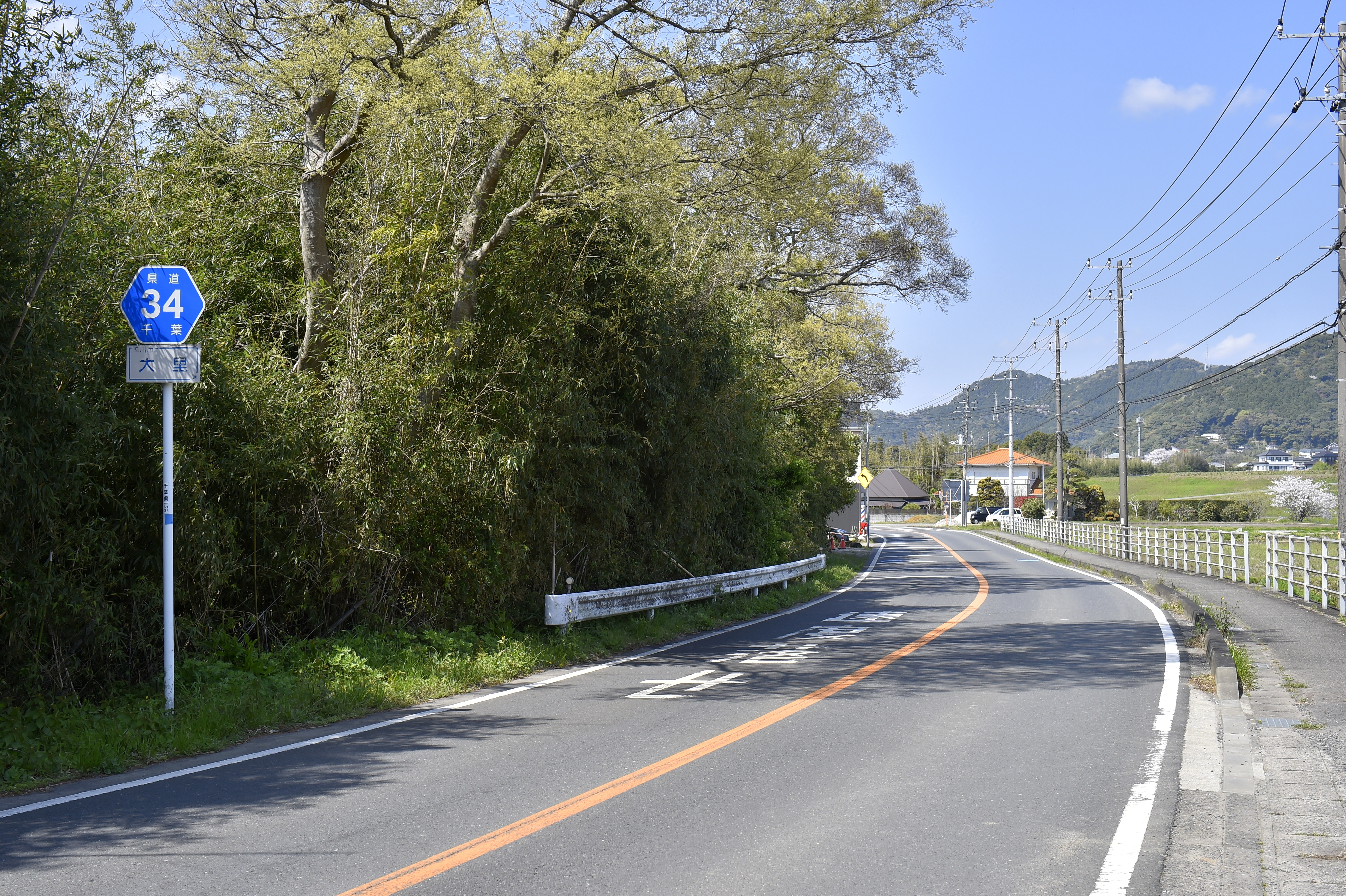
千葉県道34号鴨川保田線
鴨川市大里（2023年4月）

## 概要
房総半島を横断する主要道路のひとつで、通称長狭街道（ながさかいどう）と呼ばれる。江戸時代より東京湾と太平洋を結ぶ街道として栄えた。
毎年冬に「長狭街道駅伝」が、鋸南町保健福祉センター「すこやか」 - 鴨川市総合運動施設間で毎年スタートとゴールを交代して開催されている。

### 路線データ
- 起点：鴨川市横渚 長狭街道入口スクランブル交差点（千葉県道247号浜波太港線交点）
- 終点：安房郡鋸南町保田 保田交差点（国道127号・千葉県道238号保田停車場線交点）
- 総延長：27.059 km（安房土木事務所管内：25.182 km[3]、君津土木事務所管内：1.877 km[4]）
- 重用延長：0.052 km（安房土木事務所管内：0.052 km[3]、君津土木事務所管内：0.0 km）
- 実延長：27.007 km（安房土木事務所管内：25.130 km[3]、君津土木事務所管内：1.877 km[4]）
- 認定年月日：1955年（昭和30年）3月4日

## 路線状況

### 重複区間
- 千葉県道88号富津館山線（金束交差点 - 平塚入口交差点）

### 道路施設
- 御園橋（加茂川、鴨川市松尾寺 - 同市寺門）

## 地理

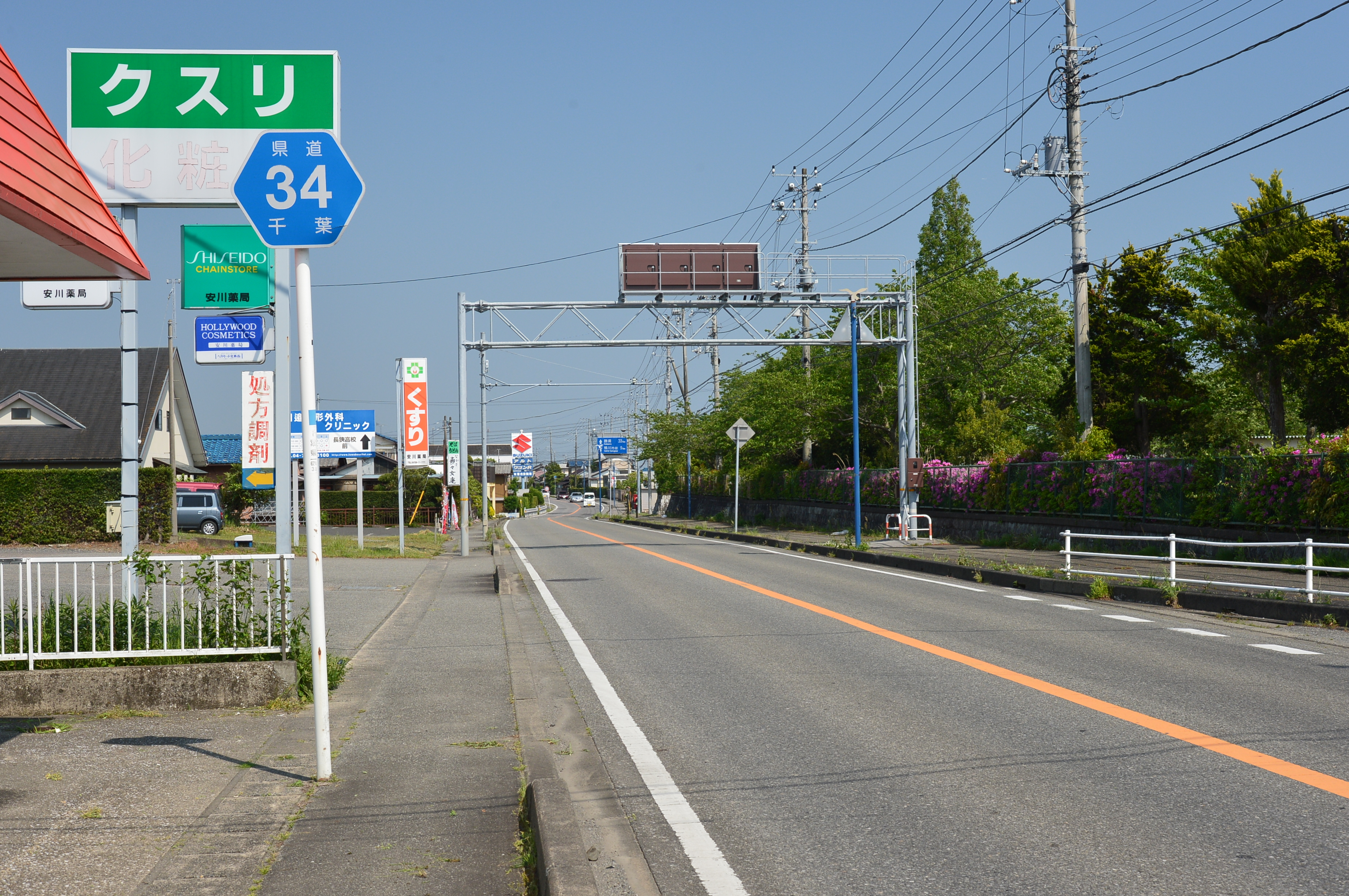
鴨川市宮山の長狭中学校前付近（2016年5月）

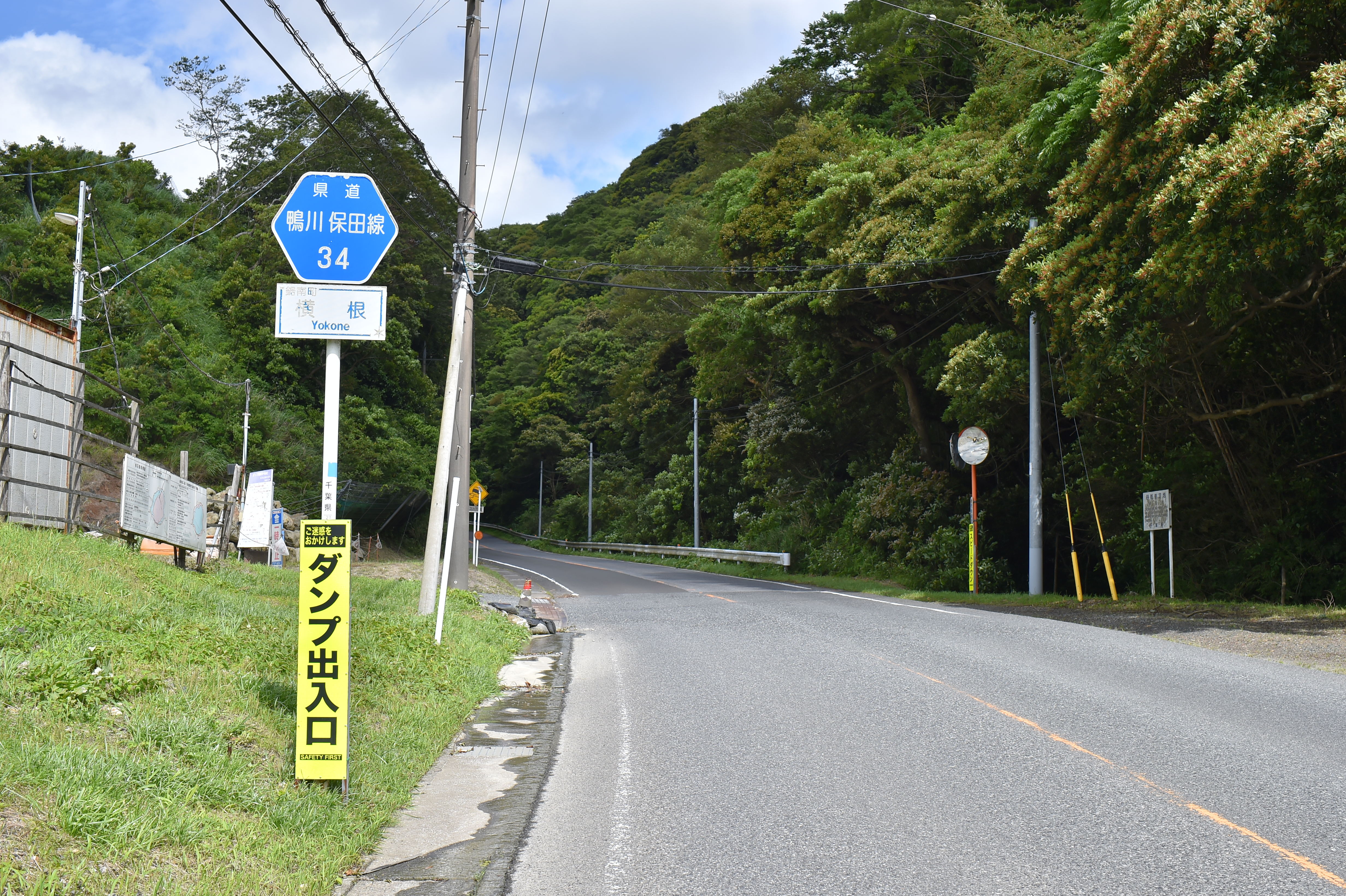
鋸南町横根（2023年6月）

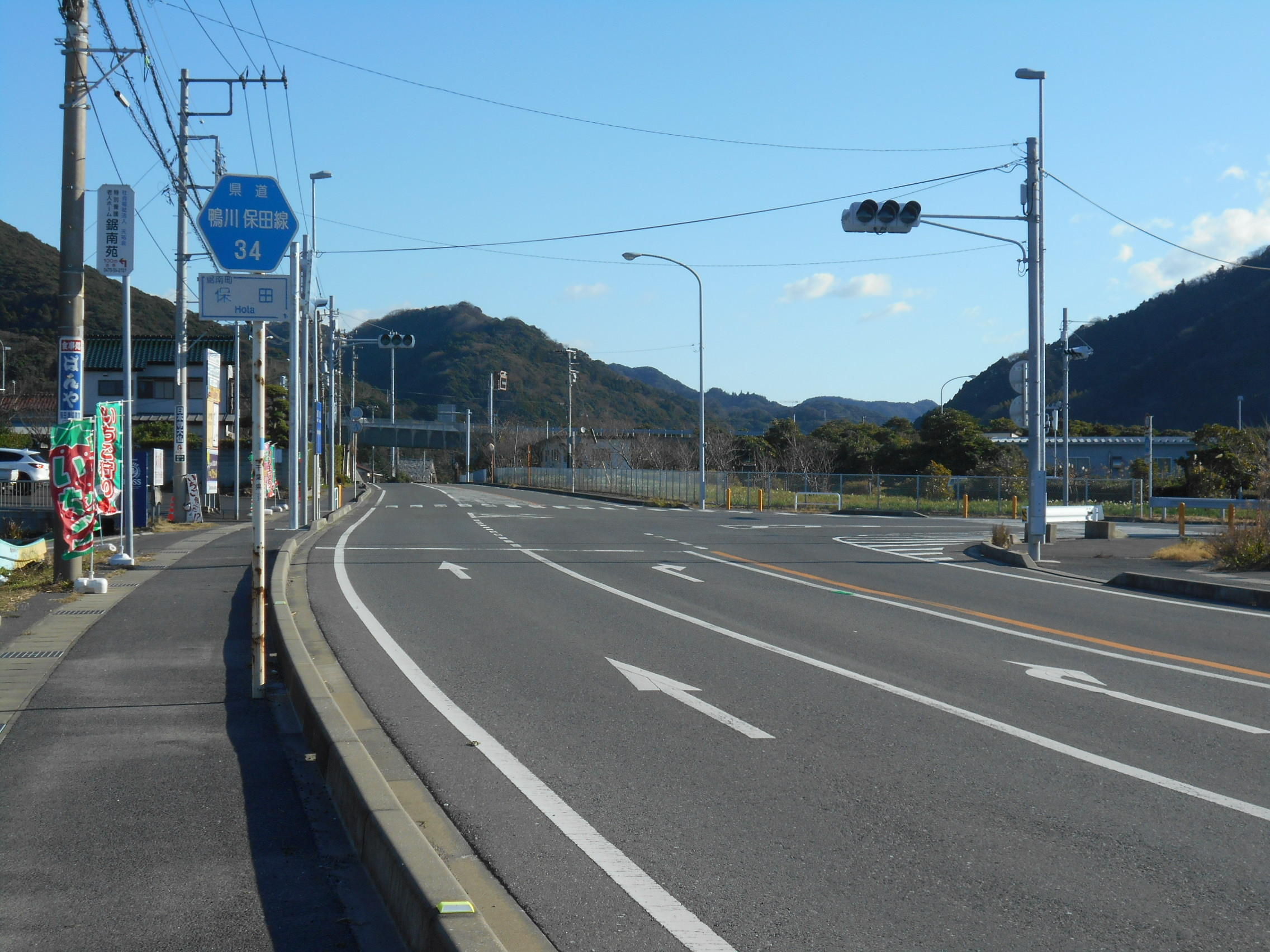
鋸南保田インターチェンジ・道の駅保田小学校付近（2015年12月）

### 通過する自治体
- 千葉県
  - 鴨川市
  - 富津市
  - 安房郡鋸南町

### 交差する道路
| 交差する道路            | 交差する道路           | 交差する場所 | 交差する場所 |
| ----------------------- | ---------------------- | ------------ | ------------ |
| 県道247号浜波太港線     | 県道247号浜波太港線    | 鴨川市       | 長狭街道入口 |
| 国道128号               | 国道128号              | 鴨川市       | 長狭高前     |
| 県道181号天津小湊田原線 | -                      | 鴨川市       | 田原         |
| 国道410号               | 国道410号              | 鴨川市       | 長狭学園前   |
| 千葉県道88号富津館山線  | -                      | 鴨川市       | 金束         |
| -                       | 千葉県道88号富津館山線 | 鴨川市       | 平塚入口     |
| 県道182号上畑湊線       | -                      | 富津市       |              |
| 富津館山道路            | 富津館山道路           | 鋸南町       | 鋸南保田IC   |
| 県道238号保田停車場線   | 国道127号              | 鋸南町       | 保田         |

### 沿線
- 安房鴨川駅
- 千葉県立長狭高等学校
- 鴨川市総合運動場
- 鴨川市立長狭小学校
- 鴨川市立長狭中学校
- 津森山
- 横根峠
- 保田駅